# 馬氏無臂鰨
馬氏無臂鰨為輻鰭魚綱鰈形目鰨亞目無臂鰨科的其中一種，分布於南美洲巴西東北部Mucuri河半鹹水、海域，體長可達9公分，棲息在沿岸潟湖、河口區底層水域，以多毛類、甲殼類及小魚為食，生活習性不明，可作為食用魚。

## 扩展阅读
維基物種上的相關：馬氏無臂鰨